# ぶっつけ!!
『ぶっつけ!!』は、2010年6月11日から2011年6月10日まで東海テレビで放送された深夜バラエティ番組。放送時間は、毎月第2金曜25:25 - 25:55 (JST)。

## 概要
SKE48から選抜されたメンバーがバラエティスキルを学ぶため、毎回特別講師を招いてテーマを元に様々な試練に挑戦する。番組後半には習得試験を実施し不合格者は追試（罰ゲーム）を受ける。
シーズン1
番組サブタイトルは『SKE48お笑いへの道』。
第1回から第3回までは漫才を学び、2010年8月1日には東海テレビ主催で開催された「まるナツ!ガーデン2010」のぶっつけ!!ステージで初のネタ披露をおこなった。第4回からは新章としてコントやバラエティトークなどを学び、第10回でネタ披露・卒業となった。
シーズン2
番組サブタイトルは『SKE48マルチタレントへの道』。
第11回からSKE48のレギュラーメンバーを一新。マルチタレントに必須のバラエティ能力をアップさせるために、様々な試練に挑む。

## 出演者
- 元祖爆笑王（顧問）
- お笑い芸人（特別講師）

シーズン1
- SKE48（チームお笑い）
  - 桑原みずき
  - 中西優香
  - 平松可奈子
  - 佐藤聖羅
  - 古川愛李

シーズン2
- SKE48
  - 出口陽
  - 秦佐和子
  - 金子栞
  - 中村優花
- 清水亜里沙（番組ナビゲーター、東海テレビアナウンサー）

## 放送日程
| シーズン | 通算 放送回 | 放送日         | テーマ                   | 特別講師               | SKE48追加メンバー  | 不合格者（罰ゲーム）       |
| -------- | ----------- | -------------- | ------------------------ | ---------------------- | ------------------ | -------------------------- |
| 1        | 1           | 2010年 6月11日 | ボケ                     | ハライチ               | -                  | 平松                       |
| 1        | 2           | 7月9日         | ツッコミ                 | サンドウィッチマン     | -                  | 桑原                       |
| 1        | 3           | 8月13日        | 漫才の作り方を学ぶ       | ナイツ                 | -                  | -                          |
| 1        | 4           | 9月10日        | キャラクター設定を学ぶ   | 響                     | -                  | 桑原                       |
| 1        | 5           | 10月8日        | 団体芸コントを学ぶ       | 超新塾                 | -                  | -                          |
| 1        | 6           | 11月12日       | 前説を学ぶ               | ザブングル             | -                  | -                          |
| 1        | 7           | 12月10日       | トーク術を学ぶ           | フォーリンラブ         | -                  | 桑原・古川                 |
| 1        | 8           | 2011年 1月14日 | バラエティど根性を鍛える | インスタントジョンソン | -                  | 中西・すぎ・ゆうぞう       |
| 1        | 9           | 2月11日        | レポート術を学ぶ         | いとうあさこ           | 高柳明音           | 桑原・中西・平松           |
| 1        | 10          | 4月1日         | ぶっつけ!!で本番に挑め!! | 我が家                 | -                  | -                          |
| 2        | 11          | 4月8日         | 応援バラエティを学ぶ     | アンガールズ           | -                  | -                          |
| 2        | 12          | 5月13日        | 体力系バラエティを学ぶ   | Wエンジン              | 小野晴香・木本花音 | えとう窓口・小野・秦・金子 |
| 2        | 13          | 6月10日        | クイズバラエティを学ぶ   | ハライチ               | 中西優香・佐藤聖羅 | -                          |

## 放送局
| 放送地域   | 放送局             | 放送期間                      | 放送日時                                  | 備考   |
| ---------- | ------------------ | ----------------------------- | ----------------------------------------- | ------ |
| 中京広域圏 | 東海テレビ         | 2010年6月11日 - 2011年6月10日 | 毎月第2金曜 25時25分 - 25時55分           | 制作局 |
| 高知県     | 高知さんさんテレビ | 2010年12月2日 -               | 木曜 25時10分 - 25時40分（第1回 - 第4回） |        |

## エンディングテーマ
- SKE48 『制服の芽』（初回のみ）
- SKE48 『ごめんね、SUMMER』（2010年7月9日 - 2010年10月8日）
- SKE48 『1!2!3!4! ヨロシク!』（2010年11月12日 - 2011年1月14日）
- SKE48 『バンザイVenus』（2011年2月11日 - 2011年6月10日）

## スタッフ
- ナレーター　- 小田島卓生
- 企画構成 - 元祖爆笑王
- 協力 - ピタゴラス・プロモーション
- AD - （シーズン1）大林崇広、郡司愛子　（シーズン2）ドグマ風見、郡司愛子
- 演出 - オメガ高井
- プロデューサー - 稲吉豊
- 制作協力 - サンデーフォーク
- 製作著作 - 東海テレビ